# Privates Beware
Privates Beware è un cortometraggio muto del 1928 diretto da Henry W. George, pseudonimo che usava per firmare le sue regie il popolare attore comico britannico Lupino Lane.

## Produzione
Il film fu prodotto dalla Lupino Lane Comedy Corporation.

## Distribuzione
Distribuito dalla Educational Film Exchanges, il film - un cortometraggio in due bobine - uscì nelle sale cinematografiche USA il 9 settembre 1928.